# یادگیرنده الگوهای زوجی
یادگیرنده الگوی زوجی (CPL) یک الگوریتم یادگیری ماشینی است که یادگیری نیمه نظارتی دسته‌بندی‌ها و روابط را با هم جفت (زوج) می‌کند تا از مشکل رانش معنایی مرتبط با روش‌های یادگیری بوت-استرپ جلوگیری کند.

## یادگیرنده الگوهای جفت
روش‌های یادگیری نیمه نظارتی که از تعداد کمی از نمونه‌های نشانه گذاری شده همراه با بسیاری از نمونه‌های بدون نشانه استفاده می‌کنند معمولاً به دلیل تولید مجموعه خروجی‌های بلفعل سازگار اما نادرست غیرقابل اعتماد هستند. یادگیرنده الگوی زوجی این مشکل را با طبقه‌بندی کردن همزمان یادگیری برای بسیاری از دسته‌ها و روابط مختلف در حضور یک هستی‌شناسی که محدودیت‌های یادگیری این طبقه‌بندی کننده‌ها را مشخص می‌کند. این روش در سال ۲۰۰۹ توسط اندرو کارلسون، جاستین بتریج، استیوام آر. هروشکا جونیور و تام ام. میچل معرفی شد.

## کلیت CPL
CPL یک رویکرد بجای یادگیری نیمه نظارتی است که نتایج دقیق تری با جفت و یکسو کردن فرایند آموزش بسیاری از استخراج‌کنندگان اطلاعات، بدست میاورد. ایده اولیه پشت CPL این است که آموزش نیمه نظارت شده یک نوع استخراج کننده مانند نوع "مربی" بسیار دشوارتر از آموزش همزمان تعداد زیادی از استخراج کنندگان است که تنوع بالایی از موجودیت‌ها و روابط مرتبط را پوشش می‌دهند. با استفاده از دانش قبلی در مورد روابط بین این موجودیت‌های مختلف و روابط، CPL داده‌های بدون نشانه را به عنوان یک محدودیت مفید در طول آموزش تبدیل می‌کند. به عنوان مثال، "مربی (x)" به "شخص (x)" اشاره می‌کند و "نه ورزش (x)".
1. ↑  Carlson, Andrew; Justin Betteridge; Estevam R. Hruschka Jr.; Tom M. Mitchell (2009). "Coupling semi-supervised learning of categories and relations". Proceedings of the NAACL HLT 2009 Workshop on Semi-Supervised Learning for Natural Language Processing. Colorado, USA: Association for Computational Linguistics: 1–9. ISBN 978-1-932432-38-1.
2. ↑  Carlson, Andrew; Justin Betteridge; Richard C. Wang; Estevam R. Hruschka Jr.; Tom M. Mitchell (2010). "Coupled semi-supervised learning for information extraction". Proceedings of the Third ACM International Conference on Web Search and Data Mining. NY, USA: ACM: 101–110. doi:10.1145/1718487.1718501. ISBN 978-1-60558-889-6.